# Портрет Михаила Андреевича Милорадовича
«Портрет Михаила Андреевича Милорадовича» — картина Джорджа Доу и его мастерской, из Военной галереи Зимнего дворца.
Картина представляет собой погрудный портрет генерала от инфантерии графа Михаила Андреевича Милорадовича из состава Военной галереи Зимнего дворца.
К началу Отечественной войны 1812 года генерал от инфантерии Милорадович был киевским военным губернатором. Занимался формированием в Калуге резервных полков, с которыми в августе прибыл в действующую армию. Отличился в сражении при Бородино, где командовал войсками правого фланга русской армии, в Тарутинском бою руководил действиями всей кавалерии. Во время Заграничных походов 1813 и 1814 годов захватил Варшаву, за что, не будучи генерал-адъютантом, получил право носить на эполетах императорский вензель, а за бои в Пруссии и Силезии получил графский титул. В Битве народов под Лейпцигом командовал всей русской гвардией, а с начала боёв во Франции командовал всеми гвардейскими частями союзников по Шестой коалиции.
Изображён в генеральском мундире, введённом для пехотных генералов 7 мая 1817 года, на эполетах вензель императора Александра I, через плечо перекинута Андреевская лента. Справа на груди серебряная медаль «В память Отечественной войны 1812 года» на Андреевской ленте, крест прусского ордена Красного орла 3-й степени, крест сардинского ордена Св. Маврикия и Лазаря и бронзовая дворянская медаль «В память Отечественной войны 1812 года» на Владимирской ленте; правее сверху вниз звёзды орденов Св. Андрея Первозванного, Св. Георгия 2-го класса и Св. Владимира 1-й степени, за ними шитая звезда ордена Св. Иоанна Иерусалимского и Кульмский крест. Слева на фоне возле эполета подпись художника (в три строки): Painted from nature by Geo Dawe RA. Подпись на раме: Графъ М. А. Милорадовичъ, Генералъ отъ Инфантерiи. Звезду ордена Св. Георгия можно определить и как 1-го класса, однако Милорадович был награждён этим орденом только 2-го класса; художник по неизвестной причине не изобразил полагавшийся носить вместе со звездой шейный крест ордена Св. Георгия.
Обстоятельства и время создания портрета не установлены, датируется он с лета 1819 года, когда Доу приехал в Россию, до конца августа 1821 года, когда Милорадовичу были пожалованы алмазные знаки ордена Св. Андрея Первозванного, которых на портрете нет. Готовый портрет поступил в Эрмитаж 7 сентября 1825 года.
Хранитель британской живописи в Эрмитаже Е. П. Ренне высказала предположение, что Доу в работе мог использовать гравюру Ф. Вендрамини по рисунку П. де Росси, опубликованную в 1813 году, хотя на самой гравюре указана дата «октябрь 1816 года»; Д. А. Ровинский, описывая гравюру, никак не комментирует данное противоречие. При визуальном сравнении работы Вендрамини и Доу обнаруживают мало общего: художники использовали разный ракурс, у Вендрамини из наград показаны только орденские звёзды и портретируемый изображён в общегенеральском мундире образца 1808 года с двумя рядами пуговиц.
Известно два авторских повторения портрета Милорадовича. Один из них хранится в Государственном мемориальном музее А. В. Суворова в Санкт-Петербурге. От галерейного он отличается немного увеличенными размерами, отсутствием подписи художника, более светлой гаммой и чуть иным расположением наград относительно друг друга (холст, масло; 70 × 64 см; инвентарный № Ж-99). Ещё одно повторение находится в Большом Гатчинском дворце, на нём возле левой руки Милорадовича имеется полустёртая авторская подпись (холст, масло; 70 × 60 см; инвентарный № ГДМ-103-III).
В 1823 году в Лондоне фирмой Messrs Colnaghi по заказу петербургского книготорговца С. Флорана была сделана гравюра Т. Райта с указанием даты 1 декабря 1823 года, несколько отпечатков которой также имеется в собрании Эрмитажа (один из них: бумага, гравюра пунктиром; 38,2 × 26,6 см; инвентарный № ЭРГ-30294). Какой из двух вариантов портрета (гатчинский или эрмитажный) послужил прототипом для гравюры, не установлено; Д. А. Ровинский считает, что оригиналом послужил вариант из Военной галереи.
- Гравюра Ф. Вендрамини по рисунку П. Де Росси
- Вариант портрета из Суворовского музея
- Гравюра Томаса Райта